# Ordning på torpet
Ordning på torpet är det svenska dansbandet Pippis debutalbum på LP. På albumet återfinns bandets version av låten "Gråt inga tårar".

## Låtlista
Alla låtar är skrivna och komponerade av Åke Hallgren om ingenting annat anges. 
| Nr  | Titel                       | Kompositör                           | Längd |
| --- | --------------------------- | ------------------------------------ | ----- |
| 1.  | Ordning på torpet           | Kai Gullmar, Gus Morris              | -     |
| 2.  | Jag vet att jag minns dig   |                                      | -     |
| 3.  | Que sera sera               | Ray Evans                            | -     |
| 4.  | Gråt inga tårar             |                                      | -     |
| 5.  | Först så kommer ingenting   |                                      | -     |
| 6.  | Ebb tide                    | Robert Maxwell                       | -     |
| 7.  | När skymningen sakta faller | Roland Cedermark, Karl Erik Eriksson | -     |
| 8.  | Bugga loss                  |                                      | -     |
| 9.  | Truelove ways               | Buddy Holly, Norman Petty            | -     |
| 10. | Skönt att få krama dej      |                                      | -     |
| 11. | Mitt hjärta söker svar      | Evert Blomqvist                      | -     |
| 12. | Beautiful dreamer           | Stephen Foster                       | -     |